# Epithalamium
Epithalamium oder Epithalamion (von griech. ἐπί epi „bei“ und ϑάλαμος thálamos „Schlafgemach“; lat. epithalamium; dt. „Hochzeitsgedicht“, „Brautlied“; Plural: -ien) ist ein Gelegenheitsgedicht, verfasst und meist chorisch vorgetragen zur Feier einer Hochzeit.
Die antike Form des Hochzeitsgedichts wird auch als Hymenaios (altgriechisch Ὑμέναιος, lateinisch Hymenaeus) bezeichnet. Dessen Personifikation in der griechischen Mythologie ist der Hochzeitsgott Hymenaios.

## Geschichte

### Antike
Der Begriff Hymenaios geht auf ὑμήν (hymen) zurück, ein Wort unklarer Bedeutung und Etymologie, das in Wiederholung und vielfacher Abwandlung als Refrain (Ὑμὴν ὦ Ὑμέναιε Hymen o Hymenaie) offenbar den Kern des im antiken Griechenland gesungenen Hochzeitsliedes bildete. Es wurde eine vorindogermanische Herkunft des Wortes vermutet, bei Pindar und Sophokles wird von einer Beziehung zwischen hymen und hymnos (ὕμνος „Gesang“) ausgegangen.
Als Bestandteil der Hochzeitsbräuche wird der Hymenaios erstmals bei Homer erwähnt.
Bei Griechen und Römern war es ein aus dem Hochzeitskultus stammender Brauch, dass junge Frauen und Männer vor dem Schlafgemach der Neuvermählten sangen, und zwar der Überlieferung nach am Abend zuvor und am Morgen danach. Laszive Verse (Fescennini versus) waren dem jungen Römer gewidmet, der die Ehe geschlossen hatte; sie untermalten die deductio der Braut. Diesen zotenhaften Versen, die im Hochzeitsritual ihren festen und unabkömmlichen Platz hatten, steht das Epithalamion gegenüber, das Hochzeitslied, das vor allem den Blick vom Bräutigam auf die Braut verschiebt, und die Stationen des Weges von der unverheirateten zur verheirateten Frau illustriert. Das Lied enthält hauptsächlich Segenswünsche und Prophezeiungen einer glücklichen Zukunft für das Paar, mit gelegentlichen Anrufungen der Hochzeitsgötter wie etwa Hymenaios. Bei den Römern jedoch wurde das Epithalamium ausschließlich von Mädchen gesungen und tendierte zur explizit sexuellen Zote.
Berühmte Verfasser von Epithalamien waren die Griechen Sappho, Anakreon, Stesichoros, Pindar und Theokrit, sowie die Römer Ovid und Catull. Insbesondere die 18. Idylle des Theokrit, die die Heirat von Menelaos und Helena feiert, gilt als besonders herausragendes Exemplar der Gattung. Catull versuchte, der ins Obszöne gerutschten Form neue Würde zu verleihen; gelobt wird seine Heirat von Thetis und Peleus, die auf einer verloren Ode der Sappho beruht.
In die römische Spätzeit fallen die Arbeiten von Statius, Ausonius, Apollinaris Sidonius und Claudianus. Sidonius berichtet, dass die Form auch in Franken, als barbaricus hymen, üblich war.

### Mittelalter
Im Mittelalter stehen die derben Hochzeitscarmina als Gegenstück zur höfisch-pathetischen Form der Hochzeitslieder in der galanten Dichtung. Spätalthochdeutsche Glossen und mittelhochdeutsche Texte erwähnen die Form des brûtliet, brûtesang und brûteleich; sie umschreiben die während der Hochzeitsfeierlichkeiten gemeinsam gesungenen Lieder, die mitunter auch von Tanz begleitet wurden. Das allegorische Gedicht Die Hochzeit aus dem 12. Jahrhundert beschreibt die Heimführung der Braut durch den Bräutigam, die unter Gesang erfolgt: hoy, wie si dô sungen, / dô si sie heim brungen! Die neolateinischen Dichter der Renaissance, besonders George Buchanan, Scaliger, Sannazaro imitierten die Form, und wurden so Vorbild für volkssprachliche Fassungen (siehe auch Strohkranzrede).

### Neuzeit
Das erste Epithalamion englischer Sprache schrieb Edmund Spenser (Epithalamium, 1595), das er zu seiner eigenen Hochzeit als Geschenk an seine Frau verfasste. Sein Gedicht folgt in elaborierter Anordnung von Strophen und Versen der Sequenz der Stunden seines Hochzeitstags und der -nacht und kombiniert dabei heidnische Mythologie, christliches Dogma und die örtliche irische Umgebung.
Etwa zeitgleich schrieben in Großbritannien Ben Jonson, John Donne, Robert Herrick und Francis Quarles Epithalamien, wobei die verschiedenen Ausprägungen der Gattung bei Griechen und Römern insofern übernommen werden, als je nach Stimmung und Gelegenheit sowohl zotenhaft-derbe als auch hochpathetisch-subtile Gedichte entstanden. Sir John Suckling schrieb mit seiner Ballad upon a Wedding eine Parodie dieser Form.
Auch Percy Bysshe Shelley verfasst ein Langgedicht Epithalamion. Den Abschluss von Alfred Tennysons In Memoriam A. H. H., das mit einem Begräbnis beginnt, bildet ein Epithalamion auf die Hochzeit seiner Schwester. A. E. Housman imitierte die antike Form mit dem Brautlied in He is Here, Urania's Son. Auch W. H. Auden verfasste ein Epithalamion (1949).
Auf französischer Seite entstanden die Versuche von Pierre de Ronsard, François de Malherbe und Paul Scarron und in Italien wirkte Metastasio.
In Deutschland wurde im Barock das Hochzeitsgedicht neben dem Begräbnisgedicht, dem Epicedium, zur wichtigsten Form des Gelegenheitsgedichts – allein von Simon Dach gibt es hunderte. Wichtig auch im materiellen Sinn, da das routinierte Verfassen von Hochzeits- und Leichengedichten das Grundgehalt mancher Dichter darstellte, so etwa bei Johann Christian Günther. Als Beispiel die letzten beiden Strophen eines Gedichts von Simon Dach auf die Hochzeit von Ludolph Holtorff und Barbara Nachtigall 1643:
Der Tag bricht an von ferne

Durch schönes Morgenroht,

Die Nacht ist voller Sterne,

Die Lufft weiß keine Noht:

Mich soltt' es wunder haben,

Wann dieses grosse Heer

Der Himmels-Gunst vnd Gaben

Ein böses Zeichen wer'?

Ich aber wünsch euch beyden

Im vbrigen dazu

Gantz vnbekränckte Frewden

Sampt aller Gnüg vnd Rhue,

Ich, der ich angetrieben

Durch ewrer Liebe Macht

Dieß Hochzeit-Lied geschrieben

Heut vmb die Mitternacht.
Im 18. Jahrhundert begann das Hochzeitsgedicht in der lyrischen Produktion eine kleinere Rolle zu spielen. Johann Christoph Gottsched rechnete die Form des Hochzeitsgedichtes zur Elegie, ihm zufolge muss es in epischen Alexandrinern verfasst sein.
Ein Beispiel der Ausprägung der Gattung in der deutschen Klassik ist das Hochzeitlied von Johann Wolfgang Goethe, hier die letzte Strophe:
Wie bebt von deiner Küsse Menge

Ihr Busen und ihr voll Gesicht;

Zum Zittern wird nun ihre Strenge,

Denn deine Kühnheit wird zur Pflicht.

Schnell hilft dir Amor sie entkleiden

Und ist nicht halb so schnell als du;

Dann hält er schalkhaft und bescheiden

Sich fest die beiden Augen zu.